# 卢氏县公安局
卢氏县公安局是中华人民共和国河南省三门峡市卢氏县境内的行政执法机关，历史最早可以追溯到1947年，为卢氏县政府的一个下属机构，负责统辖境内的所有派出所，警察和交警。作为政府机构，卢氏县公安局不仅负责卢氏的维稳治安，还参与政府的许多政策和社会重大事件，如参加卢氏县脱贫工作和帮助在2010年卢氏县特大洪涝灾害中的受灾群众。

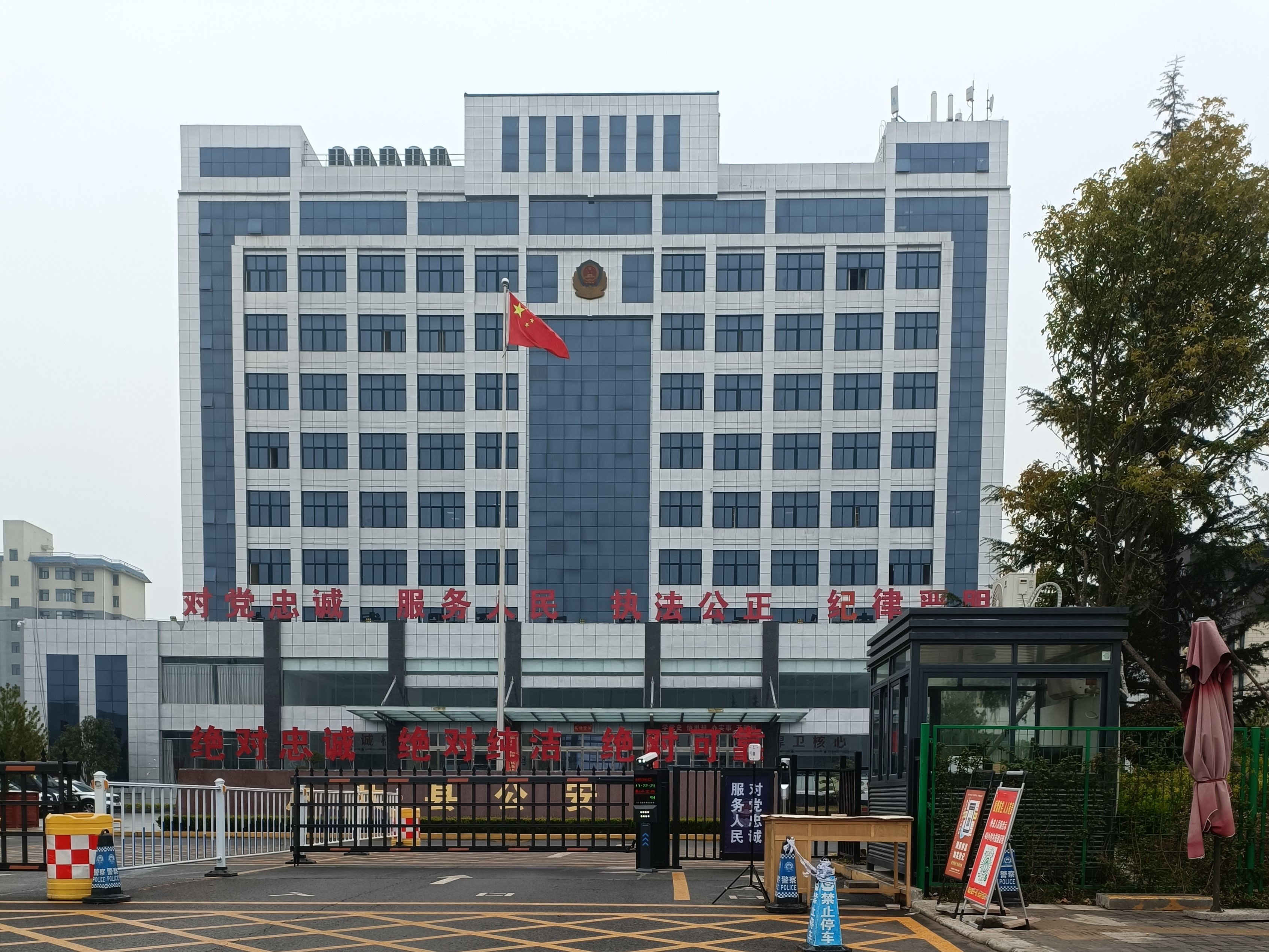
卢氏县公安局

## 著名案件
- 2008年卢氏一高杀人案[5]
- 2009年卢氏县6.22杀人案[6]

## 历任公安局局长
- 卫振平[7]：2020.06-

## 荣誉
2009年，卢氏县公安局被评为河南省省2009年度公安工作先进县公安局。
2015年2月份，卢氏县公安局被评为2015年度河南省省县级公安机关执法质量考评优秀单位。
2019年1月份，卢氏县公安局党委交警党支部被中共卢氏县委授予“五星级党支部”荣誉称号。
2020年7月3日，为了表彰卢氏县公安局在疫情防控期间的贡献，共青团卢氏县委为卢氏县公安局交警大队颁发了“卢氏县抗疫青年先锋集体”奖牌，为民警王峰颁发了“卢氏县青年抗疫先锋”荣誉证书。